# Max Janlet
Max Janlet, né en 1903 à Ixelles, et mort le 8 décembre 1976, est un architecte de jardin, peintre-décorateur et mécène belge.

## Biographie
Ayant une clientèle fortunée il réalisa de nombreux parc et jardins toujours existant dans la région de Bruxelles.
Appartenant à une famille bruxelloise connue dans le domaine de l'architecture, il était également un fervent amateur d'art et un grand collectionneur.
Il fit don de son importante collection de tableaux allant d'Arcimboldo à l'école contemporaine, qui en constituait la principale partie, au Musée d'Ixelles.
Il pratiquait l'escrime et participa aux Jeux olympiques d'été de 1932.